# Nati nel 1393
| Questa pagina contiene informazioni ricavate automaticamente dalle voci biografiche con l'ausilio del template Bio e di un bot. L'aggiornamento è periodico e automatico e ricostruisce completamente la pagina. Se manca una persona in questa lista, sei pregato di non aggiungerla, ma accertati piuttosto che la sua voce biografica contenga il template Bio e che i dati anagrafici siano correttamente compilati. Se il template Bio manca, inseriscilo tu stesso o, in alternativa, metti l'avviso {{tmp\|Bio}} che ne segnala la mancanza. Se i dati riportati sono sbagliati, correggi direttamente la voce biografica; le modifiche saranno visibili in questa lista entro pochi giorni. Per chiarimenti vedi il progetto biografie. La lista contiene solo le 12 persone che sono citate nell'enciclopedia e per le quali è stato implementato correttamente il template Bio. Pagina aggiornata al 10 ago 2025. |

- 3 febbraio - Henry Percy, II conte di Northumberland, conte britannico († 1455)
- 13 giugno - Rolando il Magnifico, condottiero e politico italiano († 1457)
- 24 agosto - Arturo III di Bretagna, nobile († 1458)
- 24 agosto - Maria di Valois, principessa e badessa francese († 1438)
- 1º settembre - Giacomo della Marca, presbitero, santo e francescano italiano († 1476)
- 8 dicembre - Margherita di Borgogna († 1441)
- Anna di Mosca, imperatrice bizantina († 1417)
- Maria di Borgogna, principessa francese († 1463)
- Paola Malatesta, nobile italiana († 1453)
- Bernardetto di Antonio de' Medici, politico e ambasciatore italiano
- Daniele Scoti, vescovo cattolico italiano († 1443)
- Walram von Moers, cardinale e vescovo cattolico tedesco († 1456)